# Rojstona
Rojstona, opatrznica, palma królewska (Roystonea O.F. Cook) – rodzaj roślin z rodziny arekowatych,  czyli palm (Arecaceae). Obejmuje 10 gatunków. Rośliny te występują na Antylach, Florydzie, w Meksyku, Ameryce Centralnej i w północnej części Ameryki Południowej. Większość gatunków z tego rodzaju uprawiana jest jako rośliny ozdobne, przy czym najszerzej rozprzestrzeniona została rojstona królewska R. regia.
Majestatyczna rojstona królewska, zwana też palmą królewską, jest bardzo cenionym w tropikach drzewem alejowym. Bywa opisywana jako „bez zaprzeczenia najpiękniejsza ze wszystkich palm”. Wymaga wilgotnej i przepuszczalnej gleby, ale dobrze znosi burze i zasolenie, dlatego szczególnie często sadzona jest wzdłuż alei w nadmorskich kurortach, choć raczej na terenach parkowych (jej liście spadając z wysokości ok. 20 m i ważąc ponad 20 kg stanowią zagrożenie na bardziej ruchliwych ulicach). Drzewa te dostarczają bardzo cenionego drewna konstrukcyjnego. Nasady liści używane są do krycia chat (zwłaszcza na Kubie), palmy te służą także do karmienia zwierząt domowych, są też jadane przez ludzi – zarówno serce palmy (rdzeń młodego pędu), „kapusta palmowa” (szczyt pędu), jak i owoce. Z nasion pozyskuje się także olej. Jako rośliny użytkowe wykorzystuje się, poza rojstoną królewską, także warzywną. Rojstona królewska została bardzo rozpowszechniona zwłaszcza na Kubie i trafiła tam nawet do państwowego herbu.
Naukowa nazwa rodzaju upamiętnia amerykańskiego generała Roya Stone'a (1836–1905). 

## Morfologia

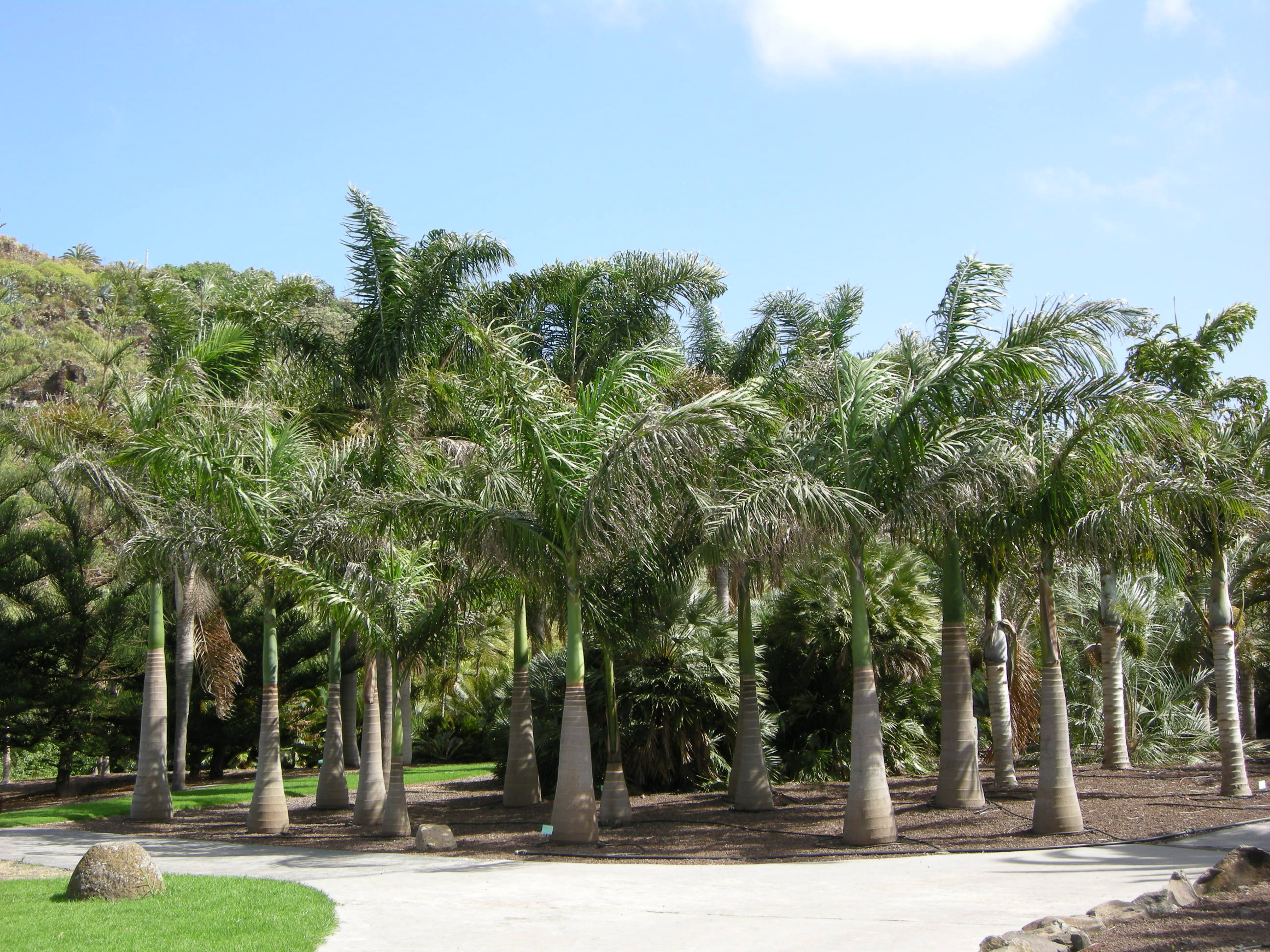
Rojstona warzywna

PokrójPalmy o pojedynczym, prosto wzniesionym, gładkim pniu (kłodzinie), osiągające do 40 cm średnicy i ok. 20 m wysokości. Rośliny bez kolców i cierni.
LiścieZebrane zwykle na szczycie pędu w gęstą, zieloną koronę. Liście pierzaste, pojedynczo złożone, z listkami całobrzegimi, równowąskimi do lancetowatych, pojedynczo złożone. Ogonek liściowy i oś liścia  nieuzbrojone.
KwiatyJednopłciowe (rośliny jednopienne), zebrane w kwiatostany wyrastające między liśćmi. Kwiatostany zwykle rozgałęzione do odgałęzień trzeciego, rzadko czwartego rzędu. Kwiaty siedzące zebrane po trzy, z żeńskim pośrodku i męskimi z jego boków. Kwiaty męskie promieniste, z trzema listkami zewnętrznego i trzema listkami wewnętrznego okółka okwiatu, ze zwykle 6, rzadziej 10–12 pręcikami. Kwiaty żeńskie mają okazałe listki zewnętrznego okółka okwiatu i kształt kulistawy lub stożkowaty. Sześć prątniczków tworzy pierścień przylegający do wewnętrznego okółka okwiatu. Zalążnia pojedyncza, jednokomorowa (powstaje jednak z trzech owocolistków), szyjka słupka niepozorna, na szczycie z trójdzielnym znamieniem.
OwocePestkowce, w czasie dojrzewania zmieniające kolor od zielonego do czerwonego, czasem purpurowoczarnego. Egzokarp skórzasty, mezokarp mięsisty, zawierający oleje i włókna tworzące warstwę otaczającą nasiono, te pojedyncze, kuliste lub kształtu owalnego.

## Systematyka
Rodzaj w obrębie arekowatych Arecaceae klasyfikowany jest do monotypowego podplemienia Roystoneinae J. Dransf. & N. Uhl (1986) z plemienia Areceae Drude (1881) i podrodziny Arecoideae Beilschmied. W innych ujęciach w tej podrodzinie tworzy monotypowe plemię Roystoneeae.
Wykaz gatunków
- Roystonea altissima (Mill.) H.E.Moore
- Roystonea borinquena O.F.Cook
- Roystonea dunlapiana P.H.Allen
- Roystonea lenis León
- Roystonea maisiana (L.H.Bailey) Zona
- Roystonea oleracea (Jacq.) O.F.Cook – rojstona warzywna
- Roystonea princeps (Becc.) Burret
- Roystonea regia (Kunth) O.F.Cook – rojstona królewska, opatrznica królewska
- Roystonea stellata León
- Roystonea violacea León